# Ice Cream (bài hát của Blackpink và Selena Gomez)
"Ice Cream" (cách điệu là "iCE Cream", tạm dịch: "Cây kem mát lạnh") là bài hát của nhóm nhạc nữ Hàn Quốc Blackpink và nữ ca sĩ người Mỹ Selena Gomez. Bài hát được phát hành dưới định dạng streaming và tải xuống với vai trò là đĩa đơn thứ hai cho album phòng thu tiếng Hàn của Blackpink: The Album sắp tới của nhóm. Bài hát đã được ra mắt vào ngày 28 tháng 8 năm 2020 vào lúc 11 giờ (theo giờ Việt Nam) và 1 giờ chiều (theo giờ Hàn Quốc) theo hình thức công chiếu trực tiếp trên YouTube.
Trước đó, bài hát được YG Entertainment "nhá hàng" vào ngày 12 tháng 8 trên trang Facebook chính thức của nhóm nhưng đến ngày 21 tháng 8 công ty mới công bố chính thức tên bài hát bằng một tấm áp phích khác được đăng tải trên trang Facebook của Blackpink.
YG Entertainment từng thêm dòng kí tự "FFF" trong bức ảnh giới thiệu đầu tiên cho lần trở lại này. Điều này từng khiến cộng đồng người hâm mộ của Blackpink nghĩ đó là tên viết tắt của ca khúc mới do trước đó, YG Entertainment từng sử dụng cách viết tắt này để giới thiệu cho ca khúc How You Like That.

## Bối cảnh
Ngày 12 tháng 8 năm 2020, công ty giải trí YG Entertainment và hãng đĩa âm nhạc Interscope Records đã chính thức xác nhận sự kết hợp giữa Selena Gomez và nhóm nhạc Hàn Quốc Blackpink với tên gọi khá độc đáo - "Selpink". Bài hát là tiếp nối cho sự hợp tác thành công của Sour Candy với Lady Gaga trước đó. Lần kết hợp này sẽ là đĩa đơn tiếp theo được ra mắt nằm trong album đầu tiên của Blackpink sau đĩa đơn How You Like That được ra mắt vào tháng 6 trước đó. YG Entertainment nhận đặt trước đĩa đơn và album The Album thông qua một đường link.
Sau khi thông tin được công bố, cộng đồng mạng và người hâm mộ cả hai đều phấn khích, bên cạnh đó một số cộng đồng người hâm mộ của những nghệ sĩ khác như Lady Gaga, Taylor Swift,... cũng lên tiếng sẽ ủng hộ hết mình cho đĩa đơn sắp tới này của cả hai.
Ngày 24 tháng 8 năm 2020, YG Entertainment đăng tải teaser video lên các trang mạng xã hội của nhóm, đó là một đoạn gọi điện bằng video của cả hai và nó cũng hé lộ phần nhạc của đĩa đơn. Đĩa đơn sẽ được ra mắt vào ngày 28 tháng 8 năm 2020 và sẽ được ra mắt cùng với 1 video ca nhạc.
Cũng từ ngày 24 tháng 8 năm 2020, YG Entertainment cũng đang tải lần lượt áp phích của các thành viên. áp phích của các thành viên có tông màu hồng là chủ đạo. Tuy khác nhau phần lớn nhưng được nhiều người nhận xét là sặc sỡ, nêu bật được cá tính của các thành viên.
Ngày 27 tháng 8, YG Entertainment ra mắt teaser cho đĩa đơn. Hình ảnh các thành viên Blackpink được đánh giá là nhẹ nhàng, mang màu sắc trẻ trung năng động. Selena Gomez xuất hiện trong trang phục bikini với hình ảnh là một cô nhân viên bán kem.

## Phát hành và đón nhận

#### Trước khi đĩa đơn được ra mắt
Sau khi thông tin của việc hợp tác này được công bố. Người hâm mộ của cả hai đã bày bỏ sự phấn khích cho màn hợp tác này. Bằng chứng là sau khi thông tin này được công bố, những từ khóa như "Ice Cream", "Selena Gomez", "Blackpink" đã lên xu hướng của nhiều quốc gia trong đó có Việt Nam. Điều này được cho là dễ hiểu khi trước đó cả hai đã có những thành công nhất định trong mảng âm nhạc.
Sau đó nhiều người cũng nhận ra thành viên Jennie của Blackpink đã từng nhiều lần tiết lộ cho người hâm mộ của nhóm về tên bài hát.

#### Sau khi đĩa đơn được ra mắt
Bài hát được nhận xét là tươi vui, năng động tuy không quá sôi động. Bài hát có phần lớn lời là bằng tiếng Anh và chỉ có vài câu trong lời rap của Lisa là tiếng Hàn.
Bài hát được nhiều người nhận xét rất tốt nhưng cũng có nhiều người cho rằng không có nhiều điểm nhấn, phần hát của Selena Gomez, Jennie và Lisa chiếm quá nhiều thời gian khiến phần hát của Jisoo và Rosé chỉ là "nhỏ giọt".

## Video âm nhạc
Với "Ice Cream", Blackpink đã thu về được 1,79 triệu lượt người xem trong khi bài hát này được công chiếu trên nền tảng Youtube. Trong lúc công chiếu, liên kết dẫn tới bài hát này đã gặp phải tình trạng tắc nghẽn do lượng người dùng truy cập quá lớn.. Bài hát là ca khúc đang đứng vị trí đầu tiên trong Today's Top Hits ngày 28 tháng 8 trên nền tảng phát nhạc trực tuyến Spotify.
Do ảnh hưởng của đại dịch Covid-19 nên tất cả các cảnh quay được thực hiện riêng và ghép lại nhưng vẫn không gây ảnh hưởng quá nhiều tới tổng thể MV.

## Giải thưởng
| Năm  | Tổ chức                         | Giải thưởng                    | Kết quả   | Ng.           |
| ---- | ------------------------------- | ------------------------------ | --------- | ------------- |
| 2020 | Clio Awards                     | Music Marketing                | Silver    | [ 13 ]        |
| 2020 | MTV Europe Music Awards         | Best Collaboration             | Đề cử     | [ 14 ]        |
| 2020 | People's Choice Awards          | Music Video of 2020            | Đề cử     | [ 15 ]        |
| 2020 | Prêmio Anual K4US               | Best Collaboration of the Year | Đoạt giải | [ 16 ] [ 17 ] |
| 2021 | Gaon Chart Music Awards         | Song of the Year – Tháng 8     | Đề cử     | [ 18 ]        |
| 2021 | Joox Indonesia Music Awards     | Global Song of the Year        | Đề cử     | [ 19 ]        |
| 2021 | Nickelodeon Kids' Choice Awards | Favorite Music Collaboration   | Đề cử     | [ 20 ]        |
| 2021 | MTV Video Music Awards          | Best K-Pop                     | Đề cử     | [ 21 ]        |
| 2021 | Weibo Starlight Awards          | Favorite Collaboration         | Đoạt giải | [ 22 ]        |

| Chương trình | Ngày                | Ng.    |
| ------------ | ------------------- | ------ |
| Inkigayo     | 20 tháng 9 năm 2020 | [ 23 ] |
| Inkigayo     | 27 tháng 9 năm 2020 | [ 24 ] |
| Inkigayo     | 4 tháng 10 năm 2020 | [ 25 ] |

## Thành phần đội ngũ
Nguồn dẫn được trích từ Tidal.
- Blackpink – hát chính
- Selena Gomez – hát chính, người viết bài hát
- Teddy – sản xuất, người viết bài hát
- Tommy Brown – sản xuất, người viết bài hát
- 24 – sản xuất, người viết bài hát
- Mr. Franks – sản xuất, người viết bài hát
- Ariana Grande – người viết bài hát
- Victoria Monét – người viết bài hát
- Bekuh Boom – người viết bài hát
- Serban Ghenea – xử lí âm thanh

## Bảng xếp hạng
| Bảng xếp hạng (2020–2021)              | Vị trí cao nhất |
| -------------------------------------- | --------------- |
| Argentina (Argentina Hot 100)          | 41              |
| Úc (ARIA)                              | 16              |
| Áo (Ö3 Austria Top 40)                 | 57              |
| Bỉ (Ultratip Flanders)                 | 28              |
| Canada (Canadian Hot 100)              | 11              |
| Canada CHR/Top 40 (Billboard)          | 24              |
| Cộng hòa Séc (Singles Digitál Top 100) | 60              |
| El Salvador (Monitor Latino)           | 9               |
| Euro Digital Songs (Billboard)         | 11              |
| Pháp (SNEP)                            | 135             |
| Đức (GfK)                              | 78              |
| Thế giới Global 200 (Billboard)        | 8               |
| Hungary (Single Top 40)                | 6               |
| Hungary (Stream Top 40)                | 31              |
| Ireland (IRMA)                         | 33              |
| Nhật Bản (Japan Hot 100)               | 22              |
| Japan Combined Singles (Oricon)        | 30              |
| Lithuania (AGATA)                      | 36              |
| Malaysia (RIM)                         | 2               |
| Mexico Airplay (Billboard)             | 20              |
| New Zealand (Recorded Music NZ)        | 18              |
| Paraguay (SGP)                         | 35              |
| Bồ Đào Nha (AFP)                       | 25              |
| Romania (Airplay 100)                  | 71              |
| Scotland (OCC)                         | 20              |
| Singapore (RIAS)                       | 2               |
| Slovakia (Singles Digitál Top 100)     | 38              |
| Hàn Quốc (Gaon)                        | 8               |
| Hàn Quốc (K-pop Hot 100)               | 2               |
| Tây Ban Nha (PROMUSICAE)               | 90              |
| Thụy Điển (Sverigetopplistan)          | 78              |
| Thụy Sĩ (Schweizer Hitparade)          | 45              |
| Anh Quốc (OCC)                         | 39              |
| Hoa Kỳ Billboard Hot 100               | 13              |
| Hoa Kỳ Pop Airplay (Billboard)         | 21              |
| US Rolling Stone Top 100               | 9               |

| Bảng xếp hạng (2020) | Vị trí cao nhất |
| -------------------- | --------------- |
| Hàn Quốc (Gaon)      | 15              |

| Bảng xếp hạng (2020) | Vị trí |
| -------------------- | ------ |
| Hàn Quốc (Gaon)      | 139    |

## Chứng nhận và doanh số
| Quốc gia | Chứng nhận | Số đơn vị/doanh số chứng nhận |
| --- | ---------- | ----------------------------- |
| Canada (Music Canada)                                                                                       | Vàng       | 40.000‡                       |
| Na Uy (IFPI)                                                                                                | Vàng       | 30.000‡                       |
| Lượt phát trực tuyến                                                                                        |            |                               |
| Nhật Bản (RIAJ)                                                                                             | Vàng       | 50.000.000                    |
| ‡ Chứng nhận dựa theo doanh số tiêu thụ và phát trực tuyến. · Chứng nhận dựa theo doanh số phát trực tuyến. |            |                               |

## Lịch sử phát hành
| Quốc gia       | Thời gian           | Định dạng                    | Hãng đĩa      |
| -------------- | ------------------- | ---------------------------- | ------------- |
| Nhiều quốc gia | 28 tháng 8 năm 2020 | Tải nhạc streaming           | YG Interscope |
| Hoa Kỳ         | 1 tháng 9 năm 2020  | Đài phát thanh hit đương đại | Interscope    |